# Религия в Древен Рим
Религията в Древен Рим датира от 1 хилядолетие пр.н.е.
Тя е политеистична религия и, подобно на религията в Древна Гърция, няма единна църква и догматика, а се състои от култове към различни божества. Религиозните обреди, свързани с живота на семейството или домашните и частни деяния, са извършвани от бащата на семейството.
Официалните държавни обреди са извършвани от някой носител на висша власт – отначало царя чрез така наречените жречески царе, след това от консулите и преторите, в критически моменти – диктатора. При това императорът има функцията на Велик понтифик.
Начело на Римският пантеон стои бог Юпитер. На Римския пантеон са поставени много аналогични на гръцките богове и богини. Римляните имат и свои собствени богове. Практикуването на задължителния държавен култ на Римската империя завършва през началото на IV век със Сердикийския едикт на Галерий за сметка на християнството. Древната римска религия изчезва към началото на VI век.